# 3992 Wagner
3992 Wagner è un asteroide della fascia principale. Scoperto nel 1987, presenta un'orbita caratterizzata da un semiasse maggiore pari a 3,0189875 UA e da un'eccentricità di 0,0840112, inclinata di 10,41444° rispetto all'eclittica.
L'asteroide è dedicato a Richard Wagner, celeberrimo compositore tedesco.